# Mihail Galino
Mihail Galino (n. 1831, Bucovina, Imperiul Austro-Ungar – d. 1 mai 1897, Iași) a fost un actor de teatru român, profesor la Conservatorul din Iași.

## Biografie
Mihail Galino s-a născut în Bucovina, în anul 1831. A studiat arta dramaticã la Viena și apoi, începând din 1856, a jucat pe scena Teatrului Național din Iași alături de Matei Millo.
Școala de muzică și declamațiune din Iași a fost înființată de Alexandru I. Cuza prin Decretul din 11 septembrie 1860. În 1864, Mihail Galino a fost numit profesor de mimică la clasa de declamațiune și a format actori valoroși precum Mihail Belador, Vlad Cuzinschi, Constantin Botez-Penel, State Dragomir și Aglae Pruteanu care, în volumul său de Amintiri din teatru, îl numește „bunul și marele meu profesor”.
Mihail Galino a fost director al Conservatorului între anii 1873 - 1876. A activat ca profesor peste 30 de ani, până în ultimele momente ale vieții, fiind înlocuit la catedră de State Dragomir.
În 1879 a inițiat crearea Societății Dramatice ieșene, alături de Costache Bălănescu.
Scriitorul și omul politic moldovean Nicolae Istrati a înființat la Rotopănești, pe moșia sa, primul conservator de muzică și artă dramatică din mediul rural, Mihail Galino fiind profesor de declamație.

## In memoriam
O stradă din Iași, situată în cartierul Bucium, a primit numele actorului ieșean.